# Mockingbird
Mockingbird (укр. пересмішник) — пісня Емінема з його п'ятого студійного альбому Encore. Дебютувала під #11 в музичних чартах США і під #4 в UK. Була номінована на Греммі в номінації «Найкраще сольне реп-виконання» у 2006 році. Увійшла в накращі хіти Емінема «Curtain Call: The Hits».

## Опис
В інтерв'ю Rolling Stone Емінем розповів про джерело натхнення для написання пісні: «Пісня під назвою „Mockingbird“ присвячена Хейлі та Алаїні (прим. — його донькам). Коли мама пішла, вони не розуміли цього, а я не найкращий оратор у світі, особливо коли я намагаюся пояснити двом маленьким дівчаткам, що відбувається з тим, хто завжди був частиною їхнього життя і просто зник. Тому це була моя пісня, щоб пояснити їм, що відбувається, напевно, найбільш емоційна пісня, яку я коли-небудь писав…».
Пісня є каяттям перед Хейлі та Алаїною за їх зруйноване дитинство через важкі відносини з їхньою мамою Кім та постійні гастролі. Їхній шлюб неодноразово розпадався і відновлювався. Це було важко для дітей, які залишилися з батьком. Він зізнається, що більшу частину часу був у турі та намагався укласти контракт на запис, щоб нарешті «поставити своє ім'я на компакт-диск». Емінем сказав, що все це робилося з надією дати своїм дітям краще життя, ніж те, яке було у нього.

## Популярність в Україні
Восени 2022 року завдяки мегапопулярному тренду у TikTok з відео присвяченими батькам, друзям, рідним та військовим, які супроводжувалися пришвидшеною версією трека з високим пітчем, пісня вийшла на перші місця чарту «Apple Music Топ 100: Україна».

## Список композицій
CD сингл
| #  | Назва         | Автор                | Продюсери          | Тривалість |
| -- | ------------- | -------------------- | ------------------ | ---------- |
| 1. | «Mockingbird» | M. Mathers, L. Resto | Eminem, Luis Resto | 4:11       |

Digital single
| #  | Назва                                                    | Автор                                                             | Продюсери            | Тривалість |
| -- | -------------------------------------------------------- | ----------------------------------------------------------------- | -------------------- | ---------- |
| 1. | «Mockingbird»                                            | M. Mathers, L. Resto                                              | Eminem, Luis Resto   | 4:11       |
| 2. | «Encore» (UMI Fade Version) (вместе с Dr. Dre и 50 Cent) | M. Mathers, A. Young, M. Elizondo, M. Batson, C. Pope, C. Jackson | Dr. Dre, Mark Batson | 5:12       |

UK CD single
| #  | Назва                                   | Автор                                                 | Продюсери              | Тривалість |
| -- | --------------------------------------- | ----------------------------------------------------- | ---------------------- | ---------- |
| 1. | «Mockingbird»                           | M. Mathers, L. Resto                                  | Eminem, Luis Resto     | 4:11       |
| 2. | «Just Lose It» (DJ Green Lantern remix) | M. Mathers, A. Young, M. Elizondo, M. Batson, C. Pope | Dr. Dre, Mike Elizondo | 3:30       |

12 Inch Vinyl Single
| #  | Назва                            | Автор                | Продюсери          | Тривалість |
| -- | -------------------------------- | -------------------- | ------------------ | ---------- |
| 1. | «Mockingbird» (Edited Version)   | M. Mathers, L. Resto | Eminem, Luis Resto | 4:11       |
| 2. | «Mockingbird» (Explicit Version) | M. Mathers, L. Resto | Eminem, Luis Resto | 4:11       |
| 3. | «Mockingbird» (Instrumental)     | M. Mathers, L. Resto | Eminem, Luis Resto | 4:11       |
| 4. | «Mockingbird» (A Capella)        | M. Mathers, L. Resto | Eminem, Luis Resto | 4:10       |

## Позиції в чартах
| Чарт (2005)                          | Найвища позиція |
| ------------------------------------ | --------------- |
| Australian Singles Chart             | 9               |
| Austrian Singles Chart               | 18              |
| Belgian Singles Chart (Flanders)     | 30              |
| European Hot 100 Singles             | 8               |
| German Singles Chart                 | 15              |
| Irish Singles Chart                  | 7               |
| Данія (Tracklisten)                  | 11              |
| Italian Singles Chart                | 20              |
| Dutch Singles Chart                  | 19              |
| New Zealand Singles Chart            | 8               |
| Norwegian Singles Chart              | 7               |
| Swiss Singles Chart                  | 14              |
| UK Singles Chart                     | 4               |
| U.S. Billboard Hot 100               | 11              |
| U.S. Billboard Hot R&B/Hip-Hop Songs | 51              |
| U.S. Billboard Hot Rap Tracks        | 10              |
| U.S. Billboard Pop 100               | 9               |